# Ada Rohowzewa

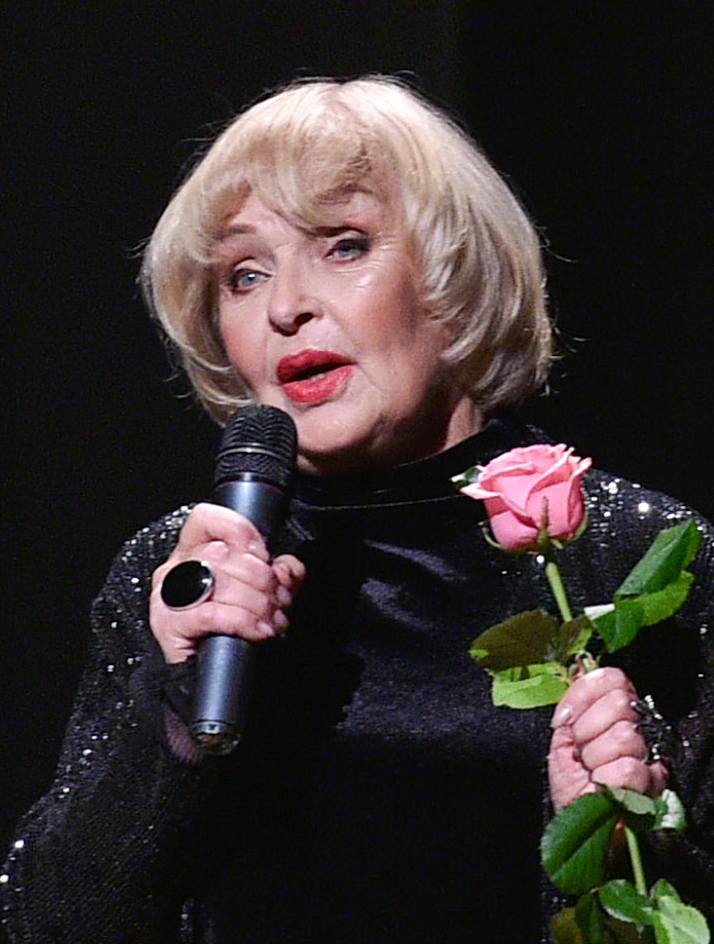
Ada Rohowzewa 2017

Ada Mykolajiwna Rohowzewa (* 16. Juli 1937 in Hluchiw, Oblast Sumy, Ukrainische SSR) ist eine ukrainische Theater- und Filmschauspielerin.

## Leben
Ada Rohowzewa kam in Hluchiw, Oblast Sumy zur Welt und zog im Zweiten Weltkrieg mit ihrer Familie zuerst nach Odessa und noch vor Kriegsende nach Kiew. Zwischen 1954 und 1959 studierte sie Schauspielerei an der Kiewer Nationalen Universität für Theater, Film und Fernsehen benannt nach Iwan Karpenko-Karyj. In den Jahren 1959 bis 1994 spielte sie am Kiewer Nationaltheater des russischen Dramas Lessja-Ukrajinka. Außerdem spielte sie in mehr als 30 sowjetischen und russischen Filmproduktionen, darunter die Natascha in Bändigung des Feuers von 1972.
Rohowzewa setzt sich für den Erhalt der Einheit der Ukraine und die ukrainischen Soldaten im Ukrainekrieg ein.
Sie war mit dem Schauspieler und Volkskünstler der UdSSR Kostjantyn Stepankow (Степанков Костянтин Петрович; 1928–2004) verheiratet und ist Mutter zweier Kinder.

## Filmografie (Auswahl)
- 1957: Wie der Stahl gehärtet wurde (Павел Корчагин [Pawel Kortschagin])
- 1961: Das fliegende Schiff[4]
- 1970: Hail, Mary! (Салют, Мария!)
- 1972: Bändigung des Feuers (Укрощение огня)
- 1980: The Gadfly (Овод)
- 2005: Nine Lives of Nestor Makhno (Девять жизней Нестора Махно)
- 2008: Admiral (Адмиралъ)
- 2009: Taras Bulba (Тарас Бульба)

## Ehrungen
Ada Rohowzewa erhielt zahlreiche Ehrungen. Darunter:
- 1960 Verdienter Künstler der Ukrainischen SSR[1]
- 1967 Volkskünstler der Ukrainischen SSR[1]
- 1978 Volkskünstler der UdSSR[1]
- 1981 Taras-Schewtschenko-Preis[1]
- 2003 „Kiewer Pektorale“-Preis für besonderen Beitrag zur Entwicklung der Theaterkunst in der Ukraine
- 2007 Held der Ukraine[1]
- 2007 Ehrenbürger von Kiew[5]